# Gunder

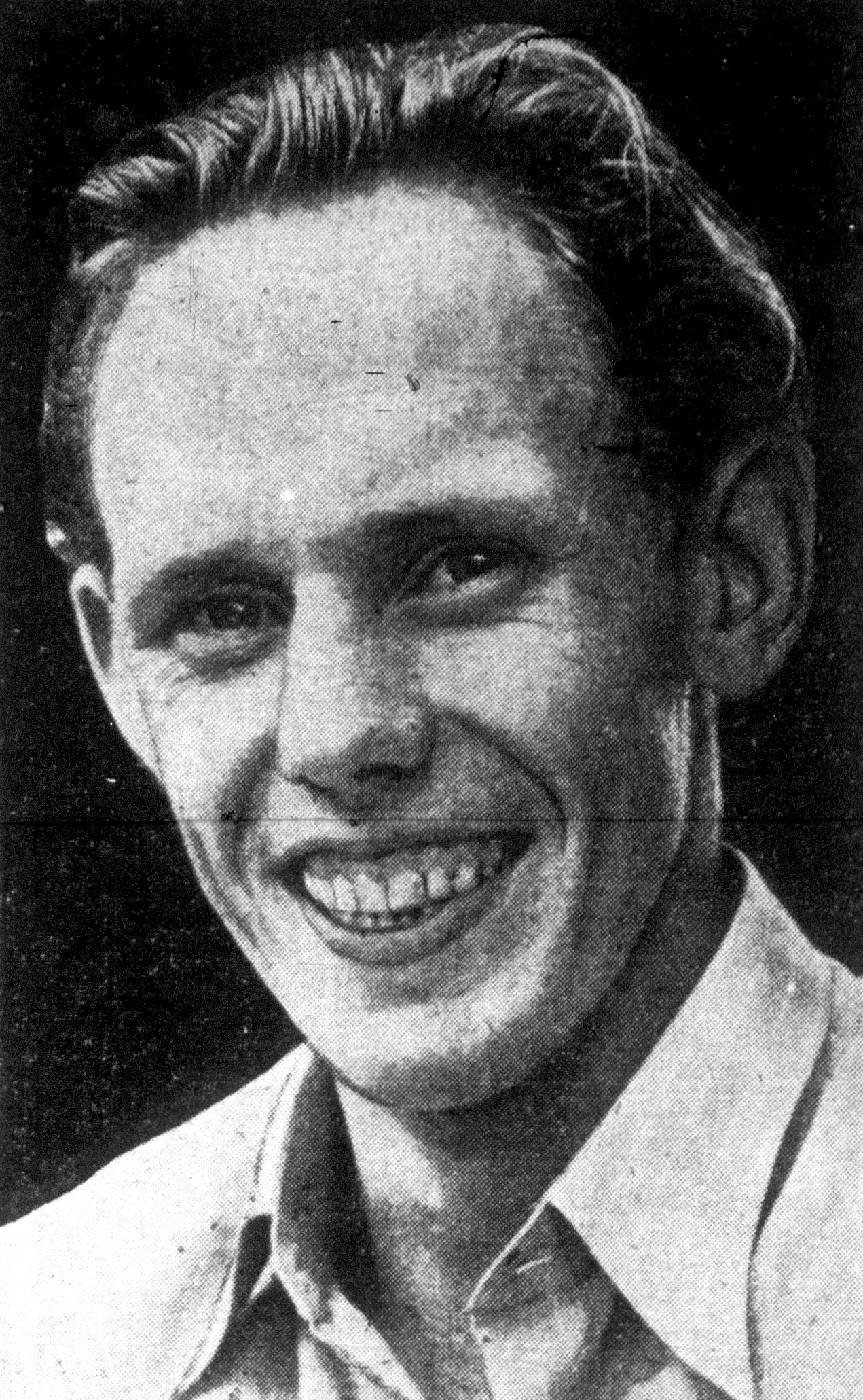
Gunder Hägg, 1943.

Gunder är ett mansnamn, en dansk variant, med samma ursprung och betydelse som Gunnar.
Namnet är just nu[när?] mycket ovanligt. Sedan slutet på 1980-talet har bara två pojkar fått namnet som tilltalsnamn (2010) och (2018). I december 2014 fanns det totalt 751 personer i Sverige med namnet, varav 214 med det som tilltalsnamn. Det fanns också 24 personer som hade det som efternamn.
Namnsdag: 9 januari, tillsammans med Gunnar (sedan 2001, 1986-1992 2 april).

## Personer med namnet Gunder
- Gunder Andersson, författare och journalist
- Gunder Bengtsson, fotbollstränare
- Gunder Hägg, löpare, bragdmedaljör, gjorde namnet populärt på 1940-talet
- Gunder Höög, svensk konstnär